# Siodlo
Siodlo är en kulle i Antarktis. Den ligger i Sydshetlandsöarna. Argentina, Chile och Storbritannien gör anspråk på området. Toppen på Siodlo är 24 meter över havet.
Terrängen runt Siodlo är huvudsakligen kuperad, men söderut är den platt. Havet är nära Siodlo österut. Trakten är glest befolkad. Närmaste befolkade plats är Commandante Ferraz Station, 13,3 kilometer norr om Siodlo. 